# Mimosa planitei
Mimosa planitei är en ärtväxtart som beskrevs av Villiers. Mimosa planitei ingår i släktet mimosor, och familjen ärtväxter. Inga underarter finns listade i Catalogue of Life.